# Buzancy (Ardennes)
Buzancy is een gemeente in het Franse departement Ardennes in de regio Grand Est en telt 359 inwoners (2018). De plaats maakt deel uit van het arrondissement Vouziers.

## Geschiedenis
Buzancy was de hoofdplaats van het gelijknamige kanton tot dit op 22 maart werd opgeheven en de gemeenten werden opgenomen in het kanton Vouziers.

## Geografie
De oppervlakte van Buzancy bedraagt 22,3 km², de bevolkingsdichtheid is 17,4 inwoners per km².
De onderstaande kaart toont de ligging van Buzancy (Ardennes) met de belangrijkste infrastructuur en aangrenzende gemeenten.

## Demografie
Onderstaande figuur toont het verloop van het inwonertal (bron: INSEE-tellingen).

Vanwege een beveiligingsprobleem met de MediaWiki Graph-software is het momenteel niet mogelijk deze grafiek weer te geven. Zodra de software is bijgewerkt zal de grafiek vanzelf weer zichtbaar worden.

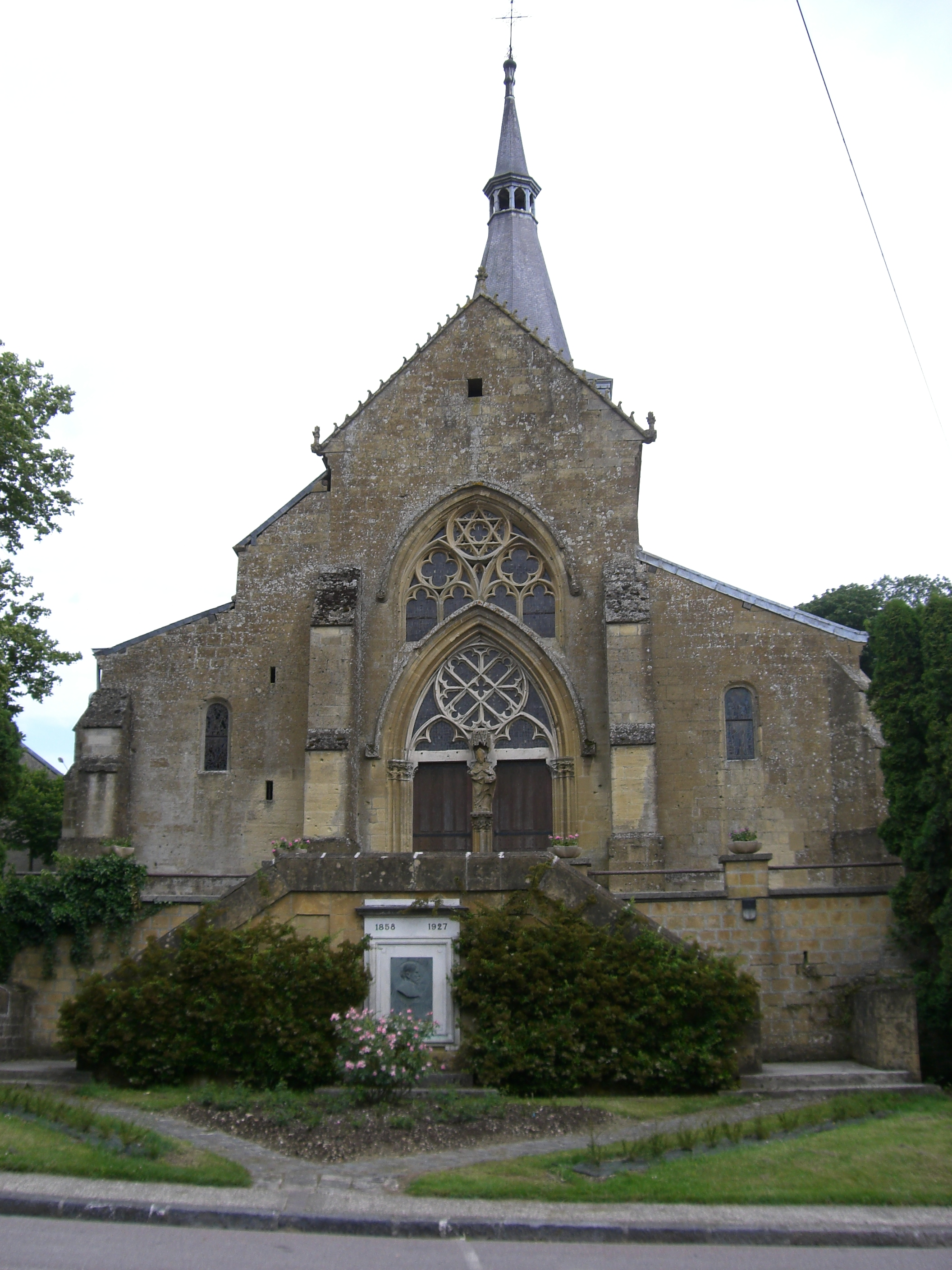
kerk van Buzancy
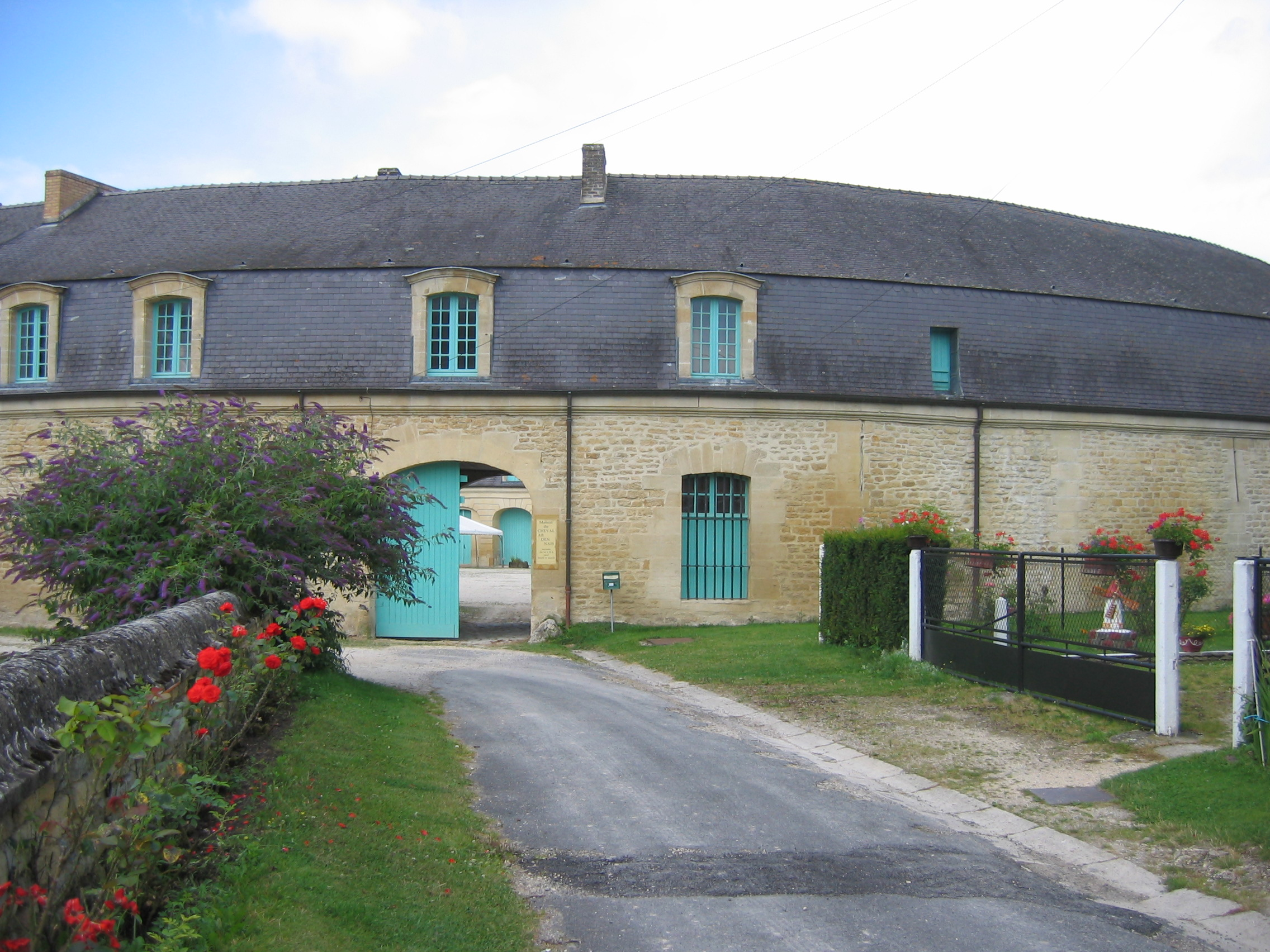
Kasteel Augeard